# Édouard Daladier
Édouard Daladier (Carpentras, 18 giugno 1884 – Parigi, 10 ottobre 1970) è stato un politico francese.
Daladier nacque a Carpentras ed iniziò la sua carriera politica prima della prima guerra mondiale. Durante la guerra, combatté sul Fronte occidentale e venne decorato per il suo servizio. Nel dopoguerra divenne un esponente di spicco del Partito Radicale e presidente del Consiglio nel 1933 e 1934. Daladier fu ministro della Difesa dal 1936 al 1940 e nuovamente primo ministro nel 1938. Come capo del governo, ampliò lo stato sociale francese nel 1939.
Insieme a Neville Chamberlain, Benito Mussolini e Adolf Hitler, Daladier firmò l'accordo di Monaco nel 1938, che diede alla Germania nazista il controllo sui Sudetenland. Dopo l'invasione della Polonia di Hitler nel 1939, Gran Bretagna e Francia dichiararono guerra alla Germania. Durante la strana guerra, il fallimento della Francia nell'aiutare la Finlandia contro l'invasione dell'Unione Sovietica durante la guerra d'inverno portò alle dimissioni di Daladier il 21 marzo 1940 e alla sua sostituzione con Paul Reynaud. Daladier rimase ministro della Difesa fino al 19 maggio, quando Reynaud rilevò personalmente il portafoglio dopo la sconfitta francese a Sedan.
Dopo la caduta della Francia, Daladier venne processato per tradimento dal governo di Vichy durante il processo di Riom ed imprigionato prima a Fort du Portalet, poi nel campo di concentramento di Buchenwald ed infine nel castello di Itter. Dopo la battaglia per il castello di Itter, Daladier riprese la sua carriera politica come membro della Camera dei deputati francese dal 1946 al 1958. Morì a Parigi nel 1970.

## Biografia

### Primi anni
Nato a Carpentras da una modesta famiglia, ricevette la sua istruzione formale al liceo Duparc di Lione, dove venne introdotto per la prima volta alla politica socialista. Dopo la laurea, divenne insegnante di scuola e docente universitario a Nîmes, Grenoble e Marsiglia e poi al Lycée Condorcet, a Parigi, dove insegnò storia. Iniziò la sua carriera politica diventando sindaco di Carpentras, sua città natale, nel 1912. Successivamente cercò l'elezione alla Camera dei Deputati di Parigi, ma perse contro un candidato del Partito Radical-Socialista; in seguito si unì a quel partito.
Nell'agosto 1914, venne mobilitato all'età di 30 anni nel 2e régiment étranger d'infanterie (2ème REI) dell'esercito francese, quando iniziò la prima guerra mondiale, con il grado di sergente. A metà del 1915, il 2º Reggimento venne distrutto in pesanti combattimenti contro l'esercito imperiale tedesco sul fronte occidentale. I superstiti vennero assegnati ad altre unità, Daladier venne trasferito nel 209º Reggimento di fanteria. Nel 1916, combatté con il 209° nella battaglia di Verdun e nell'aprile dello stesso anno ricevette una nomina sul campo come tenente. Nel maggio 1917 ricevette la Legion d'onore per la valorosità in azione e pose fine alla guerra come capitano alla guida di una compagnia. Ricevette anche la Croix de guerre. Dopo la sua smobilitazione, venne eletto alla Camera dei deputati di Parigi per Orange, Vaucluse, nel 1919. In seguito, sarebbe diventato noto a molti come "il toro di Vaucluse" per il collo grosso, le spalle larghe e lo sguardo deciso. Tuttavia, i cinici hanno anche scherzato, dicendo che le sue corna erano come quelle di una lumaca.

### Al governo con le sinistre: Il Fronte popolare

Daladier nel 1924

Dopo essere entrato alla Camera dei deputati, Daladier divenne un membro di spicco del Partito Radical-Socialista e fu responsabile della sua trasformazione in un partito politico moderno e strutturato. Per la maggior parte del periodo interbellico, fu la figura principale dell'ala sinistra del partito, sostenitore di una coalizione governativa con la Section Française de l'Internationale Ouvrière (SFIO) socialista. Ministro del governo in vari incarichi durante i governi di coalizione tra il 1924 e il 1928, Daladier fu determinante nella rottura dei radical-socialisti con la SFIO nel 1926, il primo Cartel des gauches con il centro-destra di Raymond Poincaré nel novembre 1928. Nel 1930, tentò senza successo di ottenere il sostegno socialista per un governo di coalizione di centro-sinistra con il Partito Radical-Socialista e simili. Nel 1933, nonostante il fallimento di trattative simili, formò un governo di sinistra repubblicana.
Dimessosi il 24 ottobre dello stesso anno, Daladier riebbe l'incarico ministeriale il 30 gennaio 1934: era considerato il candidato più probabile del centrosinistra per formare un governo sufficientemente onesto da calmare l'opinione pubblica dopo le rivelazioni dell'affare Stavisky, un grande scandalo di corruzione. Il governo, tuttavia, durò meno di una settimana, poiché cadde di fronte alle rivolte del 6 febbraio 1934. Dopo la caduta di Daladier, la coalizione di sinistra avviò due anni di governi di destra.
Dopo un anno di ritiro dalla politica in prima linea, Daladier tornò alla ribalta pubblica nell'ottobre 1934 e prese una linea populista contro l'oligarchia bancaria che credeva avesse preso il controllo della democrazia francese: le Duecento famiglie. Venne nominato presidente del Partito Radical-Socialista e portò il partito nella coalizione del Fronte popolare. Daladier divenne ministro della Difesa Nazionale nel governo di Léon Blum e mantenne il portafoglio cruciale per due anni. Dopo la caduta del governo Blum, Daladier divenne nuovamente capo del governo il 10 aprile 1938, orientando il suo governo verso il centro e ponendo fine al Fronte popolare.

### La conferenza di Monaco

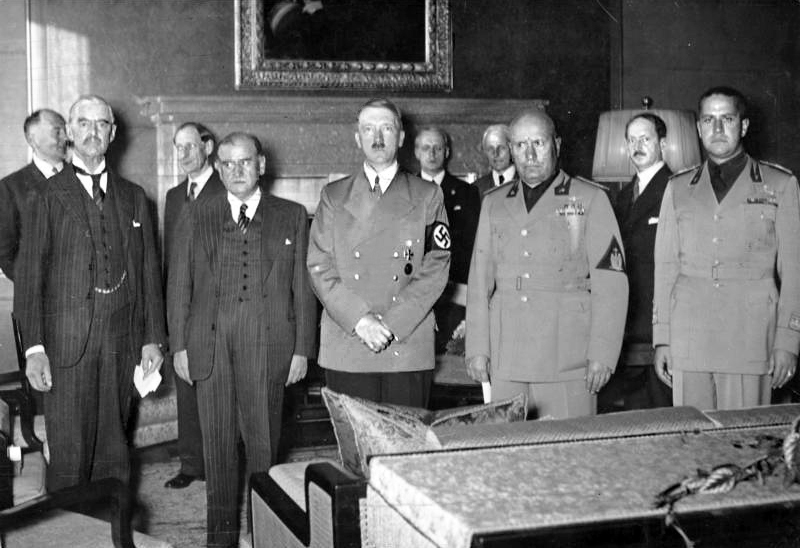
Neville Chamberlain, Daladier, Adolf Hitler, Benito Mussolini ed il ministro degli Esteri Galeazzo Ciano, mentre si preparano a firmare l'accordo di Monaco.

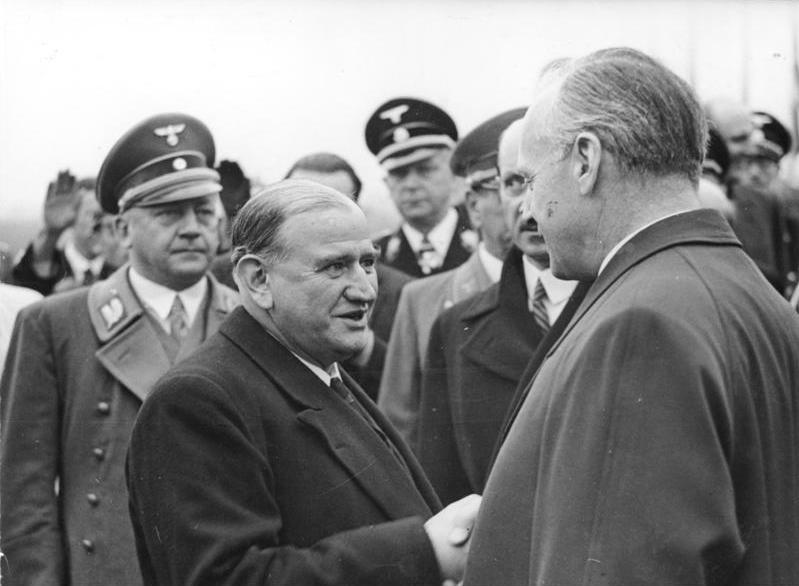
Édouard Daladier (al centro) incontra Joachim von Ribbentrop alla conferenza di Monaco

L'ultimo governo di Daladier era al potere al momento dei negoziati precedenti la conferenza di Monaco, durante i quali la Francia fece pressioni sulla Cecoslovacchia affinché consegnasse i Sudeti alla Germania nazista. Nell'aprile-maggio 1938, il primo ministro britannico Neville Chamberlain spinse fortemente ma senza successo Daladier a rinunciare all'alleanza franco-cecoslovacca, che portò la Gran Bretagna a essere coinvolta nella crisi. Dal punto di vista britannico, il problema non erano i Sudeti ma l'alleanza franco-cecoslovacca. Gli esperti militari britannici erano quasi unanimi sul fatto che la Germania avrebbe sconfitto la Francia in una guerra a meno che la Gran Bretagna non fosse intervenuta. Gli inglesi pensavano che consentire alla Germania di sconfiggere la Francia avrebbe alterato in modo inaccettabile l'equilibrio del potere, e quindi la Gran Bretagna non avrebbe avuto altra scelta che intervenire se fosse scoppiata una guerra franco-tedesca.
L'alleanza avrebbe trasformato qualsiasi attacco tedesco alla Cecoslovacchia in una guerra franco-tedesca. Come dichiarò il ministro degli Esteri britannico Lord Halifax in una riunione di governo nel marzo 1938, "che ci piacesse o no, dovevamo ammettere il semplice fatto che non potevamo permetterci di vedere la Francia invasa". Al vertice anglo-francese del 28-29 aprile 1938, Chamberlain fece pressioni su Daladier affinché rinunciasse all'alleanza con la Cecoslovacchia, solo per essere fermamente informato che la Francia avrebbe mantenuto i suoi obblighi, il che costrinse gli inglesi a essere coinvolti con molta riluttanza nella crisi dei Sudeti. Il vertice del 28-29 aprile 1938 rappresentò una "resa" britannica ai francesi, piuttosto che una "resa" francese agli inglesi poiché Daladier rese chiaro che la Francia non avrebbe rinunciato alla sua alleanza con la Cecoslovacchia.
A differenza di Chamberlain, Daladier non si faceva illusioni sugli obiettivi finali di Hitler. In effetti, disse agli inglesi in un incontro di fine aprile 1938 che il vero obiettivo di Hitler era quello di assicurarsi alla fine "un dominio del continente in confronto al quale le ambizioni di Napoleone erano deboli". Daladier continuò dicendo: "Oggi è il turno della Cecoslovacchia. Domani sarà il turno di Polonia e Romania. Quando la Germania avrà ottenuto l'olio e il grano di cui ha bisogno, si rivolgerà sull'Occidente. Certamente dobbiamo moltiplicare i nostri sforzi per evitare la guerra. Ma ciò non si otterrà se Gran Bretagna e Francia non si uniranno, intervenendo a Praga per nuove concessioni [cioè ai tedeschi dei Sudeti] ma dichiarando allo stesso tempo che salvaguarderanno l'indipendenza della Cecoslovacchia. Se, al contrario, le potenze occidentali capitoleranno di nuovo, non faranno che precipitare la guerra che desiderano evitare."
Tuttavia, forse scoraggiato dagli atteggiamenti pessimisti e disfattisti dei membri sia militari che civili del governo francese e traumatizzato dal bagno di sangue nella prima guerra mondiale a cui aveva assistito personalmente, Daladier alla fine scelse di fare pressioni sulla Cecoslovacchia affinché concedesse. La situazione economica francese era molto preoccupante, poiché il franco francese era stato svalutato il 4 maggio 1938 per la terza volta dall'ottobre 1936. Daladier voleva stabilizzare il franco e quindi aveva fissato il tasso di cambio a 176 franchi per sterlina inglese. La crisi del 20-22 maggio 1938 fece subire al franco un'enorme pressione finanziaria, poiché molti investitori non desideravano detenere attività o debiti francesi se la Francia fosse entrata in guerra. Jacques Rueff, il direttore della direction générale du mouvement des fonds e consigliere speciale del ministro delle Finanze, Paul Marchandeau, dichiarò in un rapporto che il governo doveva tagliare la spesa per la difesa o trovare più fonti di prestiti a breve termine, poiché il governo francese stava finendo i soldi. Marchandeau affermò che nel 1938 gli oneri ordinari sul tesoro avrebbero "superato" i 42 miliardi di franchi e Rueff avvertì che la Francia sarebbe fallita una volta raggiunti i limiti legali sui prestiti a breve termine della Banca di Francia. Marchandeau, in una testimonianza davanti alla Commissione Finanze del Senato, affermò che il governo aveva solo 30 milioni di franchi sul suo conto e 230 milioni di franchi disponibili dalla Banca di Francia.
Poiché la spesa del governo francese per il solo mese di maggio 1938 ammontava a 4.500 milioni di franchi, scrisse lo storico britannico Martin Thomas, "il governo di Daladier dipendeva completamente dal successo della sua svalutazione". Per fornire entrate, il governo aveva bisogno di vendere più obbligazioni a breve termine, ma gli investitori erano molto riluttanti ad acquistare obbligazioni francesi se la Germania minacciava la Cecoslovacchia e metteva la Francia sull'orlo della guerra. Poiché il franco era legato alla sterlina, la Francia aveva bisogno di prestiti dalla Gran Bretagna, che non erano imminenti, e così la Francia rimase "con le mani legate". Gli investitori britannici e americani non erano disposti ad acquistare obbligazioni francesi finché continuava la crisi dei Sudeti, che causò "gravi problemi monetari" al governo francese nell'agosto-settembre 1938. Solo quando nel novembre 1938 Daladier spostò il "liberale del libero mercato" Paul Reynaud dal Ministero della Giustizia al Ministero delle Finanze la Francia riconquistò la fiducia degli investitori internazionali, che ripresero ad acquistare obbligazioni francesi.
I rapporti dell'ambasciata a Varsavia e delle legazioni a Belgrado e Bucarest sottolinearono che Jugoslavia e Romania probabilmente non avrebbero fatto nulla se la Germania avesse invaso la Cecoslovacchia e la Polonia avrebbe potuto benissimo unirsi a loro con la Germania poiché il conflitto di Teschen tra Polonia e Cecoslovacchia li aveva resi acerrimi nemici. Dei potenziali alleati della Francia nell'Europa orientale, solo l'Unione Sovietica, che non aveva confini con la Cecoslovacchia, si dichiarò disponibile a venire in aiuto della Cecoslovacchia se la Germania avesse invaso, ma sia la Polonia che la Romania non erano disposte ad estendere i diritti di transito per l'Armata Rossa, il che presentava grossi problemi.
Il 25 settembre 1938, al vertice di Bad Godesberg, Hitler rifiutò l'offerta di Chamberlain di far entrare i Sudeti in Germania in pochi mesi, dichiarò che la tempistica era inaccettabile, che i Sudeti dovevano "tornare a casa dal Reich" entro il 1º ottobre e che anche le rivendicazioni polacche e ungheresi contro la Cecoslovacchia dovevano essere soddisfatte entro tale data o la Cecoslovacchia sarebbe stata invasa. Dopo aver ascoltato ciò che Hitler aveva chiesto al vertice, Daladier disse al suo governo che la Francia "intendeva entrare in guerra". Il giorno successivo, Daladier disse al suo caro amico, l'ambasciatore degli Stati Uniti William Christian Bullitt Jr., che avrebbe preferito di gran lunga la guerra all'"umiliazione" dei termini di Bad Godesberg. Daladier ordinò all'esercito francese di mobilitarsi e di mettere la Francia sul piede di guerra, imponendo un blackout notturno in modo che i bombardieri tedeschi non fossero guidati verso le città francesi dalle luci. Il 26 settembre, Daladier ordinò al generale Maurice Gamelin di recarsi a Londra per iniziare i colloqui con lo stato maggiore imperiale. Il 27 settembre, Gamelin, quando gli venne chiesto dal suo capo di gabinetto se Daladier fosse serio riguardo alla guerra, rispose: "La farà, la farà".

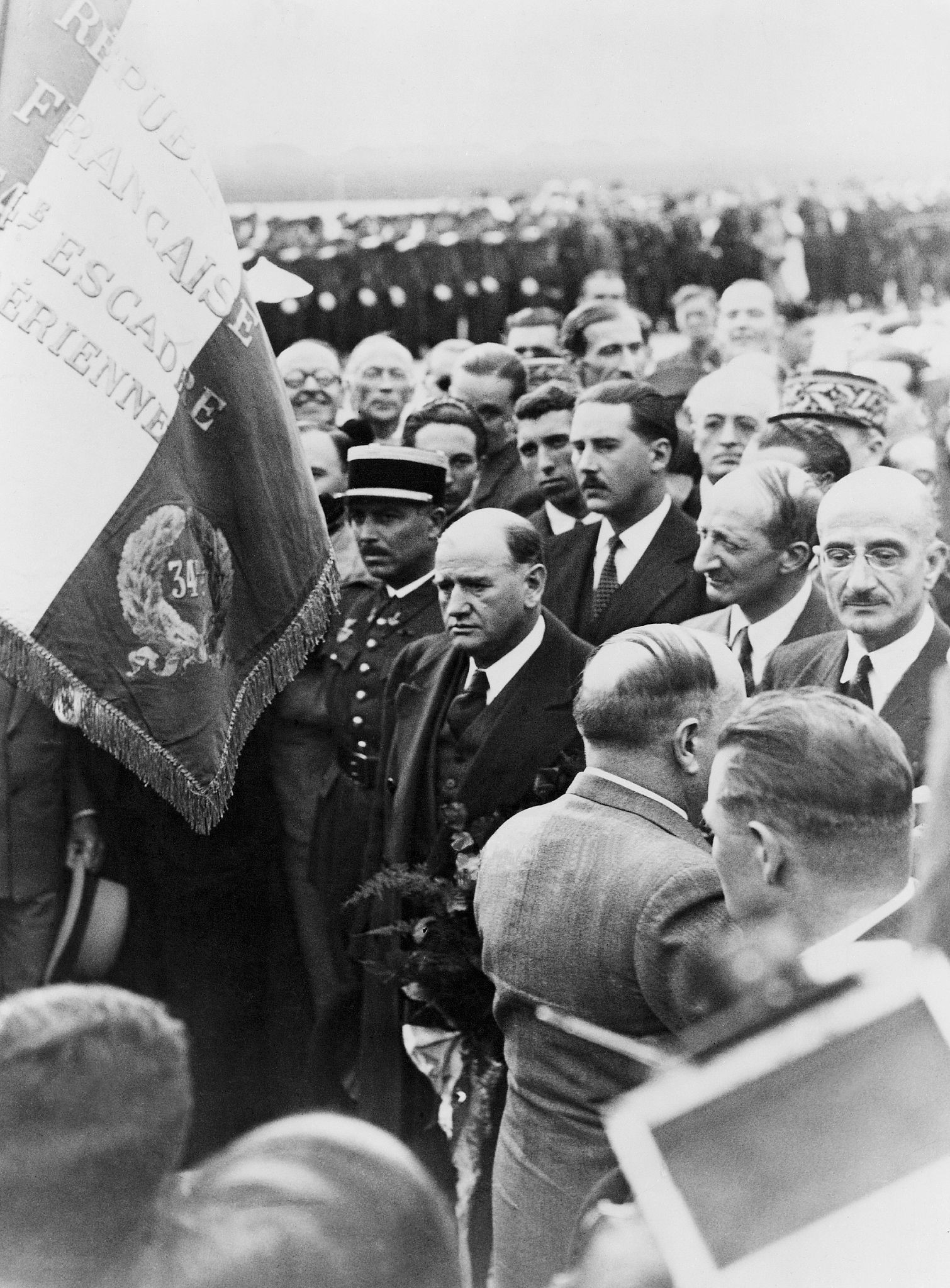
Daladier all'Aerodromo di Bourget dopo il suo ritorno da Monaco, 30 settembre 1938

Tuttavia, il 29 settembre 1938, Chamberlain annunciò alla Camera dei Comuni britannica di aver appena ricevuto una telefonata da Benito Mussolini, il quale disse che Hitler aveva riconsiderato le sue opinioni ed era ora disposto a discutere un compromesso soluzione alla crisi di Monaco. Alla fine, Daladier sentì che la Francia non avrebbe potuto vincere contro la Germania senza la Gran Bretagna dalla sua parte e l'annuncio di Chamberlain che sarebbe volato a Monaco lo portò a partecipare anch'egli alla Conferenza di Monaco, che si tenne il giorno successivo, il 30 settembre.
L'accordo di Monaco fu un compromesso, poiché Hitler abbandonò le sue richieste più estreme come la risoluzione delle rivendicazioni polacche e ungheresi entro il 1º ottobre, ma la conferenza concluse che la Cecoslovacchia avrebbe consegnato i Sudeti alla Germania entro dieci giorni nel mese di ottobre e sarebbe stata supervisionata da un commissione anglo-franco-italo-tedesca. Daladier era felice di aver evitato la guerra, ma sentiva che l'accordo che aveva firmato il 30 settembre a Monaco era un trattato vergognoso che aveva tradito la Cecoslovacchia, l'alleato più fedele della Francia nell'Europa orientale. Sebbene Daladier temesse l'ostilità pubblica nei confronti dell'accordo di Monaco al suo ritorno a Parigi, venne acclamato dalla folla, che acclamò il fatto che non ci sarebbe stata un'altra guerra. Quando vide le folle entusiaste salutare il suo aereo mentre atterrava all'aerodromo di Le Bourget, si rivolse al suo aiutante Alexis Léger (alias Saint John Perse) e commentò: "Ah! les cons! s'ils savaient..." ("Ah! Gli sciocchi! Se solo sapessero...").

### Il riarmo
Daladier era stato informato nel 1932 dai rivali tedeschi di Hitler che la Krupp produceva artiglieria pesante e il Deuxième Bureau aveva una comprensione della portata dei preparativi militari tedeschi, ma mancava di una solida intelligence d'intenzioni ostili. Nell'ottobre 1938, Daladier aprì colloqui segreti con gli americani su come aggirare i Neutrality Acts e consentire ai francesi di acquistare aerei americani per compensare la scarsa produttività dell'industria aeronautica francese. Daladier commentò nell'ottobre 1938: "Se avessi avuto tre o quattromila aerei, Monaco non sarebbe mai successo". Era molto ansioso di acquistare aerei da guerra americani come unico modo per rafforzare l'aeronautica francese. I principali problemi nei colloqui erano come i francesi avrebbero pagato per gli aerei americani e come aggirare gli Atti di neutralità.
Inoltre, la Francia era inadempiente sui suoi debiti prima guerra mondiale nel 1932 e così cadde in fallo con il Johnson Act del 1934, che vietava i prestiti americani alle nazioni che erano inadempienti sui loro debiti della prima guerra mondiale. Nel febbraio 1939, i francesi si offrirono di cedere i loro possedimenti nei Caraibi e nel Pacifico, insieme a un pagamento forfettario di 10 miliardi di franchi, in cambio del diritto illimitato di acquistare aerei americani a credito. Dopo tortuose trattative, nella primavera del 1939 venne elaborato un accordo per consentire ai francesi di effettuare ingenti ordini con l'industria aeronautica americana, ma poiché la maggior parte degli aerei ordinati non era arrivata in Francia nel 1940, gli americani organizzarono ordini francesi per essere deviati agli inglesi.
In un comizio a Marsiglia nell'ottobre 1938, Daladier annunciò una nuova politica: "J'ai choisi mon chemin: la France en avant!" ("Ho scelto la mia strada; avanti con la Francia!"). Affermò che le politiche interne ed estere del suo governo dovevano essere basate sulla "fermezza". Ciò significava, in pratica, la fine delle riforme sociali del governo del Fronte popolare per aumentare la produttività francese, in particolare ponendo fine alla settimana lavorativa di 40 ore. In una serie di decreti legge emanati il 1º novembre 1938 dal ministro delle Finanze Paul Reynaud, che scavalcò l'Assemblea nazionale, la settimana lavorativa di 40 ore venne terminata, le tasse vennero fortemente aumentate; la spesa sociale venne tagliata, la spesa per la difesa venne aumentata, il potere dei sindacati venne limitato e (cosa più controversa) il sabato venne nuovamente dichiarato giorno lavorativo. In una trasmissione radiofonica del 12 novembre 1938, Reynaud affermò: "Stiamo andando bendati verso un abisso". Sostenne anche che, per quanto dolore le sue riforme potessero causare, erano assolutamente necessarie. Come parte dello sforzo per mettere l'economia francese su un piede di guerra, Reynaud aumentò il budget militare da 29 miliardi di franchi a 93 miliardi di franchi. In risposta, il Partito Comunista Francese indisse uno sciopero generale per protestare contro i decreti che avevano posto fine a quasi tutte le riforme del Fronte Popolare.
Lo sciopero generale di un giorno del 30 novembre 1938, che contrappose il governo ai sindacati sostenuti dal Partito Comunista, si rivelò il primo banco di prova della nuova politica di "fermezza" di Daladier. Daladier dichiarò l'emergenza nazionale in risposta allo sciopero generale, ordinò ai militari di recarsi a Parigi e in altre grandi città, sospese le libertà civili, ordinò alla polizia di disperdere i lavoratori in sciopero con gas lacrimogeni e di prendere d'assalto le fabbriche occupate dai lavoratori ed annunciò che qualsiasi lavoratore che avesse preso parte allo sciopero sarebbe stato licenziato immediatamente senza indennità di licenziamento. Dopo un giorno, lo sciopero fallì. All'epoca, Daladier giustificò la sua politica di "fermezza" adducendo che se la Francia avesse dovuto affrontare la sfida tedesca, la produzione francese avrebbe dovuto essere aumentata e disse che quello era il prezzo della libertà. Allo stesso tempo, l'energico ministro delle Colonie Georges Mandel era deciso ad organizzare l'Impero coloniale francese per la guerra. Stabilì fabbriche di armamenti nell'Indocina francese per rifornire le guarnigioni francesi lì per dissuadere il Giappone dall'invasione, aumentò il numero delle divisioni coloniali "di colore" da 6 a 12, costruì opere difensive in Tunisia per scoraggiare un'invasione italiana dalla Libia ed organizzò le economie coloniali per una "guerra totale". Nella stessa Francia, Mandel lanciò una campagna di propaganda sottolineando come l'Impero coloniale francese fosse una fonte di forza, con lo slogan "Forte di 110 milioni, la Francia può tenere testa alla Germania" in riferimento al fatto che la popolazione della Germania era di 80 milioni e che quella della Francia era di 40 milioni, con i 70 milioni in più accreditati alla Francia come popolazione delle sue colonie.
Sotto il governo Daladier venne abolita la settimana lavorativa di 40 ore, ma venne istituito un sistema più generoso di assegni familiari fissati in percentuale sulla retribuzione: per il primo figlio 5%, per il secondo figlio 10% e per ogni bambino in più 15%. Venne creato anche un assegno per la madre a casa, sostenuto dai gruppi di donne nataliste e cattoliche dal 1929. Tutte le madri che non avevano un'occupazione professionale ed i cui mariti riscuotevano gli assegni familiari potevano beneficiare del nuovo sussidio. Nel marzo 1939, il governo aggiunse il 10% per i lavoratori le cui mogli erano rimaste a casa per prendersi cura dei bambini. Gli assegni familiari vennero sanciti dal Codice della famiglia del luglio 1939 e, ad eccezione dell'assegno di soggiorno, sono tuttora in vigore. Inoltre, nel maggio 1938 venne emanato un decreto per consentire l'istituzione di centri di orientamento professionale. Nel luglio 1937, una nuova legge, seguita da una legge simile nel maggio 1946, autorizzò il Dipartimento dell'Ispezione sul Lavoro ad ordinare interventi medici temporanei.
Il 30 novembre 1938 iniziò una grave crisi nelle relazioni franco-italiane, con manifestazioni "spontanee" gestite dal palco alla Camera dei Deputati italiana. Al momento giusto i deputati italiani insorsero al grido di "Tunisi, Corsica, Nizza, Savoia!" Mussolini si aspettava che i suoi "metodi dei Sudeti" avrebbero portato la Francia a cedere Tunisia, Corsica, Nizza e Savoia all'Italia, ma Daladier rifiutò completamente le richieste italiane. Nella sua annuale trasmissione radiofonica natalizia al popolo francese, Daladier diede quello che lo storico britannico D.C. Watt definì "un discorso estremamente duro", respingendo tutte le richieste italiane e avvertendo che la Francia sarebbe entrata in guerra per difendere il proprio territorio. Lo storico britannico Richard Overy scrisse: "Il più grande risultato di Daladier nel 1939 fu quello di ottenere dagli inglesi un fermo impegno", il cosiddetto "impegno continentale" che ogni leader francese aveva cercato dal 1919. Daladier aveva una bassa opinione della Gran Bretagna e nel novembre 1938 disse a Bullitt che "si aspettava pienamente di essere tradito dagli inglesi, [...] considerava Chamberlain un bastone essiccato; il re un deficiente; e la regina una donna eccessivamente ambiziosa. [...] Sentiva che l'Inghilterra era diventata così debole e senile che gli inglesi avrebbero dato via ogni possesso dei loro amici piuttosto che resistere alla Germania e l'Italia". Tra la fine del 1938 e l'inizio del 1939, l'ambasciata britannica fu bombardata da voci provenienti da fonti affidabili all'interno del governo francese secondo cui la Francia avrebbe cercato una "intesa" con la Germania che avrebbe risolto tutti i problemi nellele loro relazioni. Il fatto che il ministro degli Esteri francese Georges Bonnet stesse effettivamente cercando una tale intesa diede credito a tali voci. Daladier lasciò che Bonnet perseguisse la propria politica estera nella speranza che potesse finalmente spronare gli inglesi a prendere "l'impegno continentale", poiché una Francia allineata con la Germania avrebbe reso il Reich la potenza più forte d'Europa e lascerebbe la Gran Bretagna senza alleati di pari forza in Europa.
Nel gennaio 1939, Daladier lasciò che il Deuxième Bureau producesse il Dutch War Scare. L'intelligence francese fornì disinformazione all'MI6 secondo cui la Germania stava per invadere i Paesi Bassi con l'obiettivo di utilizzare i campi aerei olandesi per lanciare una campagna di bombardamenti per radere al suolo le città britanniche. Poiché la Francia era l'unica nazione in Europa occidentale con un esercito abbastanza forte da salvare i Paesi Bassi, lo "spavento della guerra olandese" portò gli inglesi a fare ansiose indagini a Parigi per chiedere ai francesi di intervenire se i Paesi Bassi fossero stati effettivamente invasi. In risposta, Daladier affermò che se gli inglesi volevano che i francesi facessero qualcosa per la loro sicurezza, era giusto che gli inglesi facessero qualcosa per la sicurezza francese. Il 6 febbraio 1939 Chamberlain, in un discorso alla Camera dei Comuni, assunse finalmente l'"impegno continentale" come disse alla Camera: "La solidarietà che unisce Francia e Gran Bretagna è tale che qualsiasi minaccia agli interessi vitali della Francia deve portare sulla cooperazione della Gran Bretagna". Il 13 febbraio 1939 vennero aperti i colloqui tra lo stato maggiore imperiale britannico e lo stato maggiore francese.
Daladier sostenne la politica di Chamberlain di creare un "fronte di pace" inteso a dissuadere la Germania dall'aggressione, ma non era soddisfatto della "garanzia" britannica della Polonia, che Chamberlain aveva annunciato alla Camera dei Comuni il 31 marzo 1939. La Francia era stata alleata della Polonia dal 1921, ma Daladier era stato amareggiato dal Patto di non aggressione tedesco-polacco del 1934 e dall'annessione polacca di parte della Cecoslovacchia nel 1938. Come altri leader francesi, considerava il regime della Sanacja che governava la Polonia come un volubile e inaffidabile amico della Francia. L'aumento della produzione industriale francese e la maggiore stabilità finanziaria nel 1939 come risultato delle riforme di Reynaud portarono Daladier a vedere la possibilità di una guerra con il Reich in modo più favorevole di quanto non fosse stato nel 1938. Nel settembre 1939, la produzione di aerei della Francia era pari a quella della Germania ed arrivavano 170 aerei americani al mese. I Neutrality Acts erano ancora in vigore, ma la posizione favorevole del presidente degli Stati Uniti Franklin Roosevelt portò Daladier a presumere che gli americani avrebbero mantenuto una neutralità filo-francese e che le loro enormi risorse industriali avrebbero aiutato la Francia se la crisi di Danzica fosse sfociata in guerra. Daladier era molto più desideroso di Chamberlain di portare l'Unione Sovietica sul "fronte di pace" e credeva che solo un'alleanza con i sovietici potesse dissuadere Hitler dall'invasione dell'Europa orientale.
Daladier non voleva una guerra con la Germania nel 1939, ma cercò di disporre di una schiera di forze così schiacciante contro la Germania che Hitler sarebbe stato dissuaso dall'invasione della Polonia. Daladier credeva che la garanzia polacca da parte della Gran Bretagna avrebbe incoraggiato la Polonia ad opporsi all'adesione dell'Unione Sovietica al "fronte di pace", cosa che in effetti si rivelò vera. I polacchi rifiutarono di concedere i diritti di transito all'Armata Rossa, che i sovietici costituirono una condizione preliminare per la loro adesione al "fronte di pace". Daladier riteneva che Chamberlain non avrebbe dovuto fornire garanzie fino a quando i polacchi non avessero accettato di concedere i diritti di transito all'Armata Rossa. Accusò che la garanzia fece sì che i diplomatici britannici e francesi avessero più influenza sul ministro degli Esteri polacco, il colonnello Jozef Beck, che era ampiamente antipatico ad altri diplomatici per la sua testardaggine e i suoi modi altezzosi. Daladier riteneva che, per motivi economici e militari, fosse meglio che l'Unione Sovietica fungesse da "perno orientale" del "fronte di pace" piuttosto che lo facesse la Polonia, come preferivano gli inglesi. Daladier non amava i polacchi e la garanzia, ma credeva nel mantenere l'alleanza con la Polonia; credeva che la Francia dovesse mantenere i suoi impegni.
Un sondaggio dell'opinione pubblica del giugno 1939 mostrò che il 76% dei francesi riteneva che la Francia avrebbe dovuto dichiarare immediatamente guerra se la Germania avesse tentato di impadronirsi della Città Libera di Danzica. Per Daladier, la possibilità che l'Unione Sovietica potesse unirsi al "fronte di pace" era un'"ancora di salvezza" e il modo migliore per fermare un'altra guerra mondiale. Era profondamente frustrato dal rifiuto polacco di consentire i diritti di transito per l'Armata Rossa. Il 19 agosto 1939, Beck, in un telegramma a Daladier, dichiarò: "Non abbiamo un accordo militare con l'URSS. Non vogliamo averne uno". Sebbene il patto Molotov-Ribbentrop del 23 agosto avesse rovinato le speranze di Daladier di un "fronte di pace" anglo-franco-sovietico, credeva ancora che Francia e Gran Bretagna potessero fermare insieme la Germania. Il 27 agosto 1939, Daladier disse a Bullitt, "non c'erano più questioni di politica da risolvere. Sua sorella aveva messo in due sacchi tutti i ricordi personali e le proprietà a cui teneva veramente ed era pronta a partire per un posto sicuro in qualsiasi momento. La Francia intendeva restare al fianco dei polacchi e, se Hitler si fosse rifiutato di negoziare con i polacchi su Danzica e avesse fatto guerra alla Polonia, la Francia avrebbe combattuto immediatamente".

### La seconda guerra mondiale

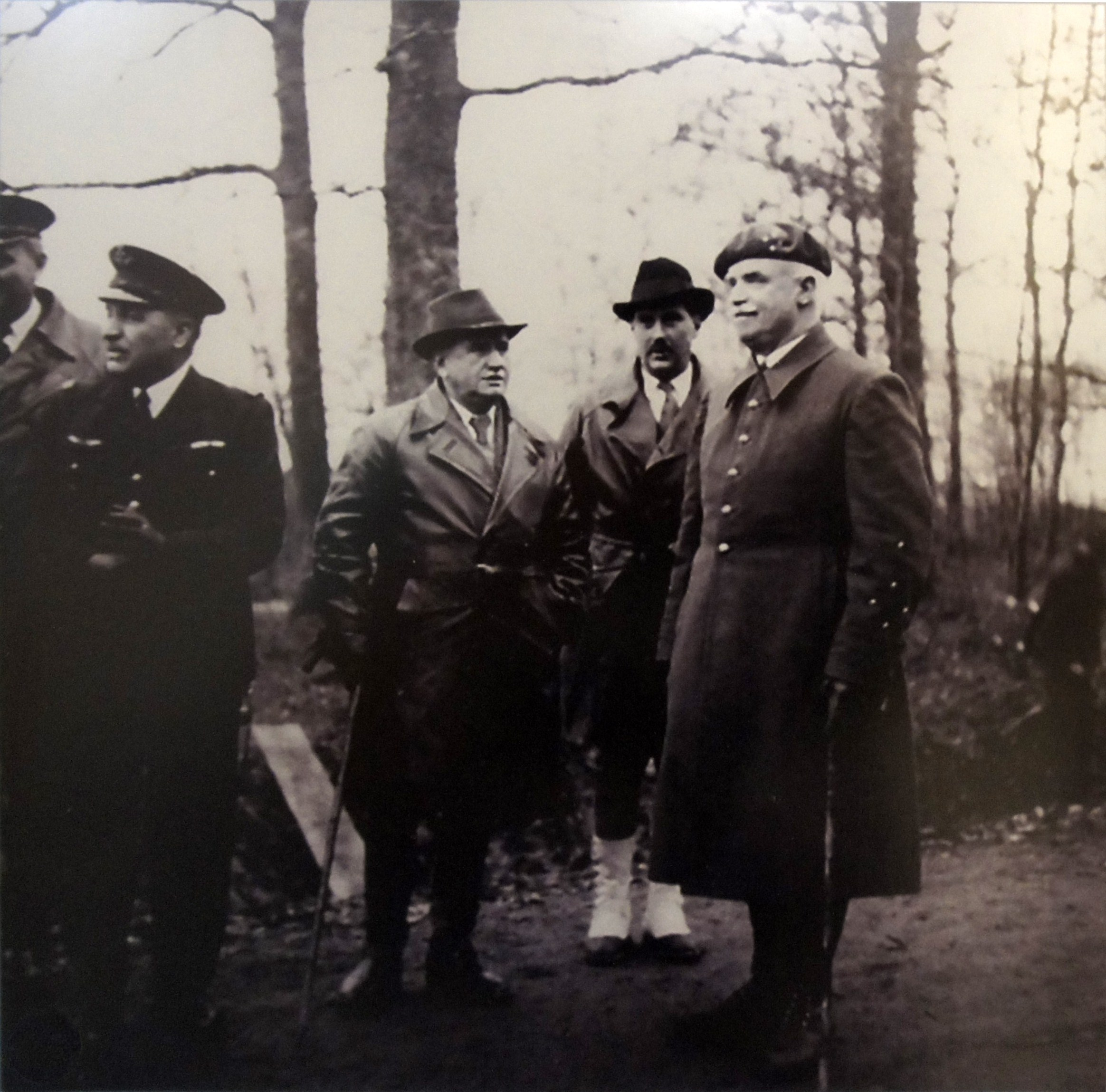
Daladier con i generali Joseph Vuillemin e Victor Bourret il 12 novembre 1939

Dopo la firma del Patto Molotov-Ribbentrop, Daladier rispose alla protesta pubblica mettendo fuori legge il Partito Comunista Francese sulla base del fatto che si era rifiutato di condannare le azioni di Iosif Stalin. Durante la crisi di Danzica, Daladier venne fortemente influenzato dal consiglio ricevuto da Robert Coulondre, l'ambasciatore francese a Berlino, che Hitler si sarebbe tirato indietro se la Francia avesse preso una posizione abbastanza ferma nei confronti della Polonia. Il 31 agosto 1939, Daladier lesse al governo francese una lettera ricevuta da Coulondre: "La prova di forza volge a nostro vantaggio. È solo necessario resistere, resistere, resistere!" Dopo l'invasione tedesca della Polonia del 1º settembre, dichiarò guerra con riluttanza il 3 settembre e inaugurò la strana guerra. Il 6 ottobre Hitler offrì a Francia e Gran Bretagna una proposta di pace. C'erano non pochi nel governo francese che erano pronti ad accettare la sua offerta di Hitler, ma in una trasmissione nazionale il giorno successivo, Daladier dichiarò: "Abbiamo preso le armi contro l'aggressione. Non le abbatteremo finché non avremo garanzie per una vera pace e sicurezza, una sicurezza che non è minacciata ogni sei mesi". Il 29 gennaio 1940, in un discorso radiofonico rivolto al popolo francese, The Nazi's Aim is Slavery, Daladier dichiarò esplicitamente la sua opinione sui tedeschi: "Per noi c'è di più da fare che vincere semplicemente la guerra. La vinceremo, ma dobbiamo anche ottenere una vittoria molto più grande di quella delle armi. In questo mondo di padroni e schiavi, dove quei pazzi che governano a Berlino cercano di forgiare, dobbiamo anche salvare la libertà e la dignità umana".
Nel marzo 1940, Daladier si dimise da presidente del Consiglio a causa del suo fallimento nell'aiutare la difesa della Finlandia durante la guerra d'inverno e venne sostituito da Paul Reynaud. Daladier rimase tuttavia ministro della Difesa e la sua antipatia per il nuovo capo del governo impedì a Reynaud di dimettere Maurice Gamelin come comandante supremo delle forze armate francesi. Come risultato del massiccio sfondamento tedesco a Sedan, Daladier scambiò gli uffici ministeriali con Reynaud e divenne ministro degli Esteri, mentre Reynaud divenne ministro della difesa. Gamelin venne finalmente sostituito da Maxime Weygand il 19 maggio 1940, nove giorni dopo che i tedeschi avevano iniziato la campagna di Francia. Convinto che il governo francese sarebbe rimasto in Nordafrica, Daladier fuggì con altri membri del governo nel Marocco francese, ma venne arrestato e processato per tradimento dal governo di Vichy durante il processo di Riom. Daladier venne internato a Fort du Portalet, nei Pirenei. Venne tenuto in prigione dal 1940 all'aprile 1943, quando venne consegnato ai tedeschi e deportato nel campo di concentramento di Buchenwald in Germania. Nel maggio 1943 venne trasportato al Castello di Itter, nel Tirolo Settentrionale, con altri dignitari francesi, dove rimase fino alla fine della guerra. Venne liberato dopo la battaglia per il castello di Itter.

### Dopoguerra
Si candidò alla prima Assemblea costituente, nel 1945, ma non venne eletto; l'anno seguente però riuscì nell'intento per la seconda Assemblea costituente. Rieletto deputato alle elezioni legislative del novembre 1946, mantenne il seggio sia alle elezioni del 1951 sia in quelle del 1956. Venne anche eletto sindaco di Avignone nel 1953. Fu favorevole al governo di Mendès France e al suo tentativo di rinnovamento del Partito Radicale. Nel 1957 presiedette il Raggruppamento delle Sinistre Repubblicane. Nel 1958 si oppose al ritorno di Charles de Gaulle e votò contro la concessione dei pieni poteri. Arrivato solo al terzo posto al primo turno delle elezioni legislative del 1958, si ritirò dal secondo turno e si dimise anche da sindaco di Avignone.
Morì a Parigi il 10 ottobre 1970, a 86 anni; il suo corpo è sepolto nel cimitero di Père-Lachaise.